# Sparta
Sparta (dórsky Σπάρτα, řecky Σπάρτη, Sparté) byla starověká řecká obec a hlavní město stejnojmenného městského státu (polis) známého ve starověku jako Lakedaimón (dórsky Λακεδαίμων). Jeho teritorium zahrnovalo území dnešní Lakónie na jihu Peloponéského poloostrova. Sparta se ve starověku vyvinula v jedinečný militaristický stát, díky čemuž se povznesla k pozici vojenské a politické mocnosti Řecka, již si podržela po celé klasické období. Spartští občané nazývali svoji obec „přirozeným ochráncem Řecka“ a jejich králové věřili, že jsou potomky mytického hrdiny Hérakla. V současnosti se poblíž původního antického sídliště nachází moderní Sparta.

## Geografie
Město Sparta leželo na pravém břehu řeky Eurótás, na severním konci centrální lakónské roviny sevřené mezi pohoří Parnon na východě a Taygétos na západě. Tomuto místu náleží strategicky výhodná poloha, neboť je ze tří stran chráněno okolními horami, přičemž kontroluje invazní trasu ze severněji položené Arkadie a průsmyk Langada spojující Lakónii s Messénií, jimiž musely projít cizí armády směřující na jih Peloponésu. Poměrně velká vzdálenost Sparty od moře navíc znemožňovala účinnou námořní blokádu města. Starověká Sparta ve skutečnosti nebyla jediným sídlem, nýbrž jí tvořilo pět nedaleko od sebe se nacházejících nehrazených vesnic. Na počátku 6. století př. n. l. žilo ve zdejších prostých obydlích zhruba kolem padesáti tisíc lidí.
Sparta postrádala hradby, protože jejich funkci plnili její občané. Vystavěny byly teprve na konci 3. století př. n. l., brzy nato však byly zbourány Achaji. Kromě hradeb chyběla Spartě rovněž akropole. Ve středu města se nacházel pouze neopevněný pahorek, na jehož vrcholku se tyčil chrám bohyně Athény Chalkioikos, patronky obce. Vedle tohoto chrámu měla Sparta ještě četné jiné svatyně a oltáře. V osadě Pitané v severní části města byla umístěna agora, kde se shromažďovali plnoprávní občané a také se tu nalézaly budovy gerúsia a eforů. V římských dobách zde byly vystavěny lázně a divadlo z bílého mramoru, jejichž pozůstatky jsou dosud patrné. Na západní straně bylo závodiště (dromos) a dvě gymnázia, v nichž mezi sebou sváděla zápasy spartská mládež. Zbytky starého mostu přes řeku Eurótás se nalézají poblíž dnešní silnice do města Argos.

## Spartská výchova

### Chlapci

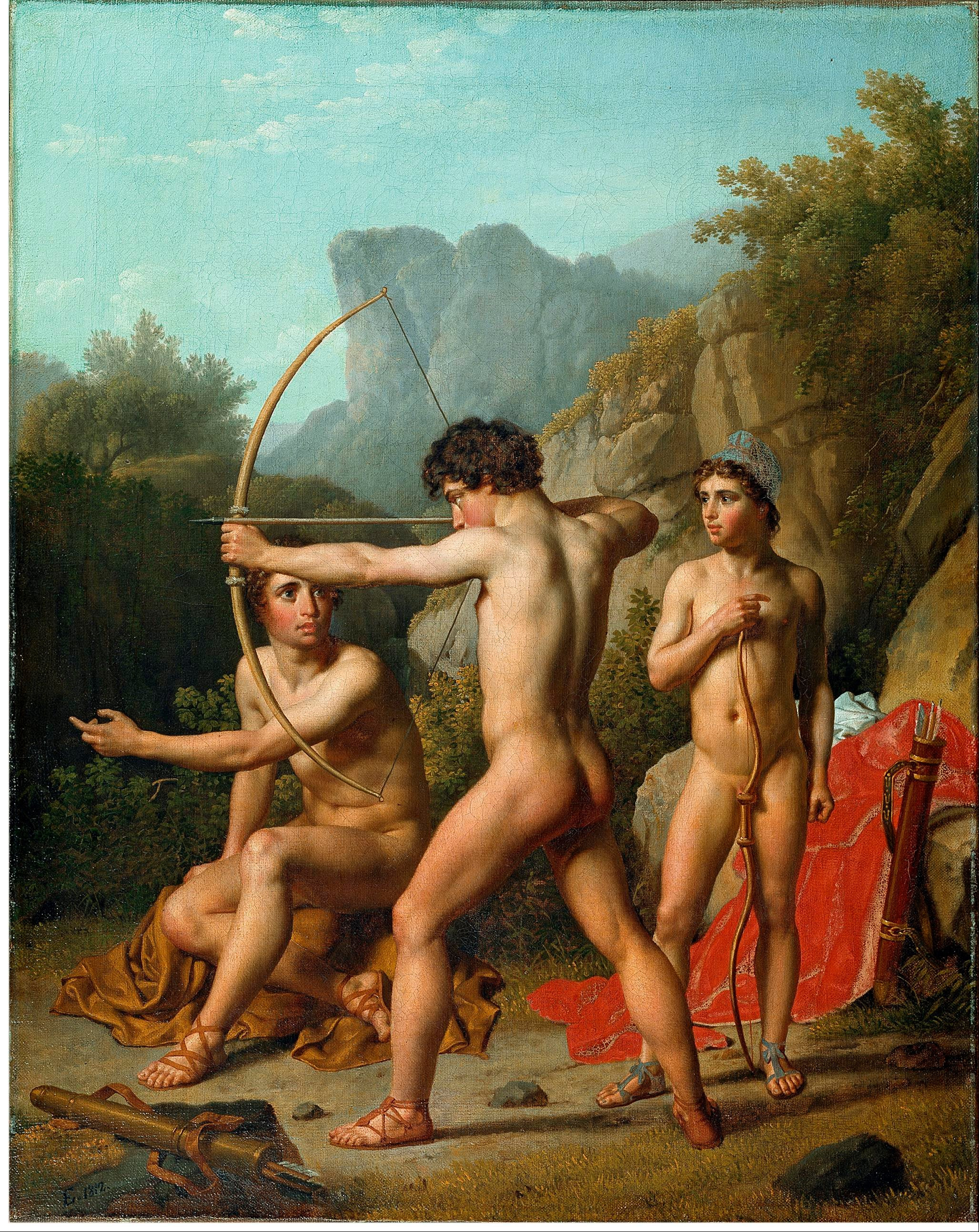
Ch. W. Eckersberg: Spartší chlapci cvičící se v lukostřelbě (1812)

V 7 letech přebíral výchovu chlapce stát a byli chováni v akélach (oddílech). Státní výchova trvala až do 30 let věku mladého muže. Z počátku bylo dítě přiděleno k družstvu, kterému velel dvacetiletý mladík. Tohoto velitele museli přesně poslouchat, jinak byli bičováni. Chlapci museli být zcela poslušni. Od svého velitele se také učili. Měli málo stravy, jen lehké oblečení, chodili bosi. Cvičili běh, skok, zápas, vrhali diskem a oštěpem. Velká pozornost byla věnována také výuce psaní a čtení, dále zpěvu a hudbě. Mladíci se učili různé druhy tanců a všeobecné vzdělání získávali z Homérských veršů, které se učili nazpaměť. Kromě toho se učili státní zákony.
Ve 12 letech se výchova zpřísnila. Mladíci dostávali jen velmi málo jídla. Proto směli krást, ale nesměli být chyceni. Pokud se při krádeži nechali chytit, byli potrestáni, pokud nebyli chyceni, byli pochváleni. K oblečení měli jen jeden jednoduchý oděv, od 15 let spali jen na rákosí a sítích. Museli se velmi otužovat a každý rok byli bičováni do krve, přičemž nesměli projevit bolest. Směli se už účastnit společných hostin mužů, poslouchali tak jejich hovorům o státu, o dobrých i špatných činech a rozšiřovali si tak své názory a vědomosti. Pokud se jich na něco starší mužové zeptali, museli krátce (lakonicky) odpovědět.
Od 20 let si nechávali narůst vousy a vlasy a stali se vojíny. Mladý muž dál cvičil se svými kolegy z družstva a směl se oženit. Teprve od 30 let se stal plnoprávným občanem, zakládal si vlastní domácnost nebo žil u otce nebo staršího bratra.
Vojenský život byl pro muže povinný do 60 let věku.

### Dívky

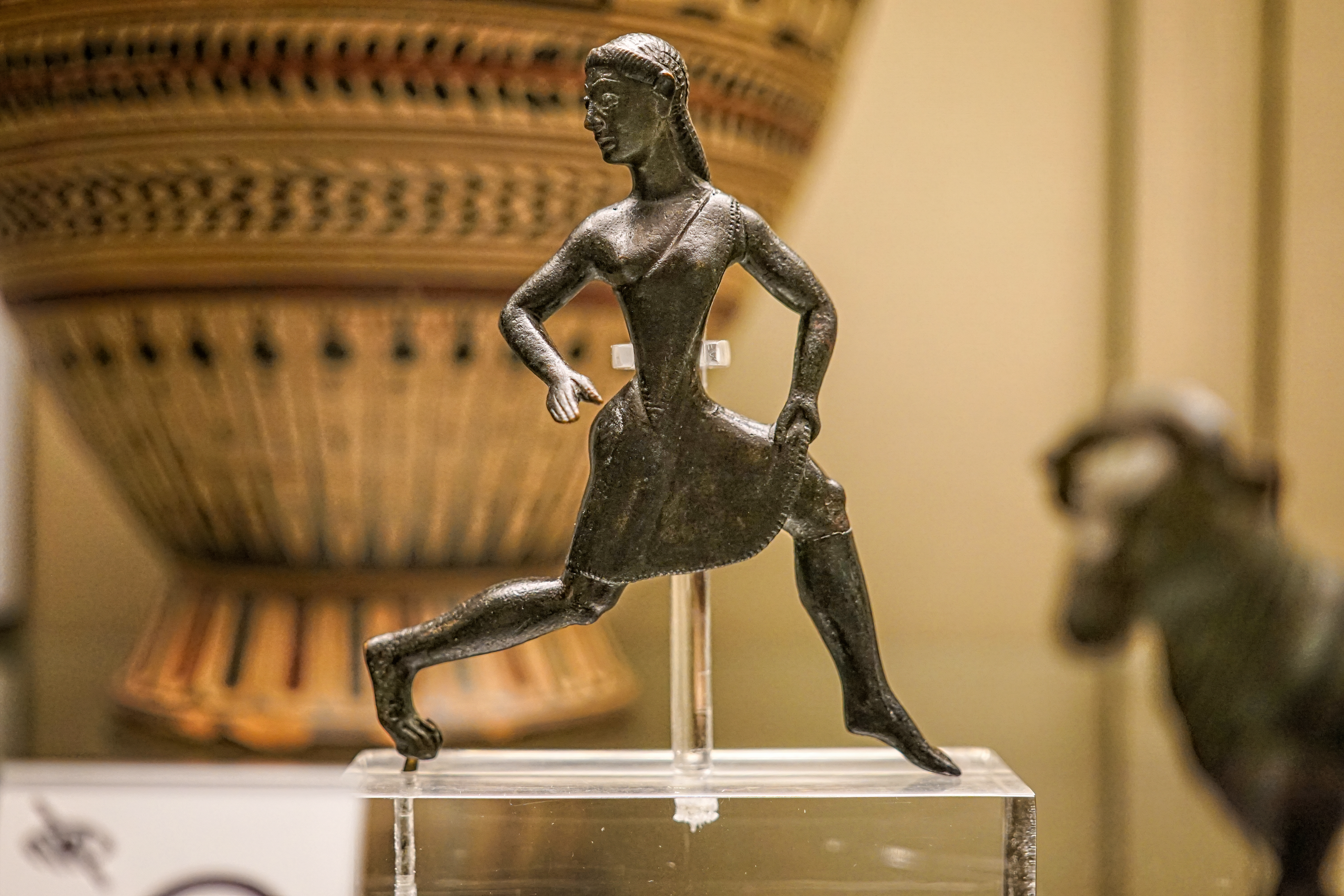
Spartská běžící dívka z bronzu

Spartské dívky i po sedmém roce života žily u matky, cvičily se ve sportech a hudbě, účastnily se závodů ale také obřadných tanců a sborových zpěvů s chlapci. Říká se, že přísná výchova se odrazila v jejich oddanosti a pečlivosti, v Řecku byly spartské ženy považovány za pečlivé matky a hospodyně.

## Dějiny

### Založení a expanze Sparty

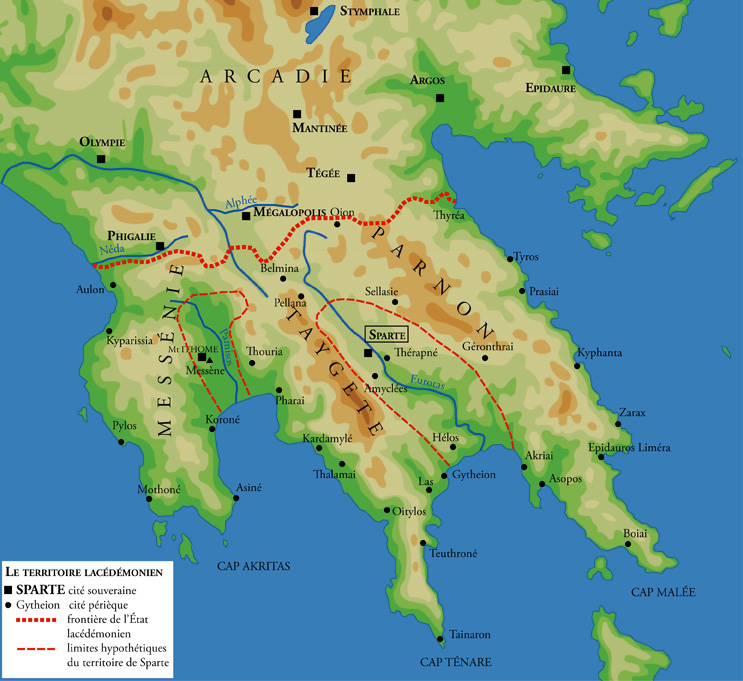
Území starověké Sparty v 5. století př. n. l.

Spartu založil podle legendy Lakedaimón, syn Dia a Taygéty, jenž město pojmenoval podle své manželky, dcery boha Euróta. V době trojské války byla Sparta sídlem Meneláa, mladšího bratra mykénského krále Agamemnóna. Vznik Sparty se dle nálezů archeologů datuje do 16. až 15. století př. n. l., v období mykénské civilizace. Původně šlo o achajské město, avšak zřejmě na konci 12. století př. n. l. vpadly do Lakónie kmeny Dórů ze severu. Dórové učinili ze Sparty své hlavní město a zhruba do poloviny 8. století př. n. l. si podrobili všechny lakónské osady. Sparťané poté pronikli do Messénie, jejíž obyvatele si podmanili během dvou messénských válek.
Okolní městské státy, obzvláště Argos, pohlížely na spartskou expanzi s nelibostí. Argejci a ostatní Peloponésané proto podporovali povstání Messéňanů, jež ale Sparta úspěšně potlačila. Na počátku 6. století př. n. l. napadla Sparta Tegeu, tehdejší nejsilnější arkadské město, které po desetiletích bojů nakonec uznalo převahu svého nepřítele a stalo se prvním spojencem Sparty. Tegea si na rozdíl od Messéňanů směla podržet nezávislost, ovšem musela se zavázat k poskytování vojenské pomoci. Stejným způsobem Sparta postupně uzavřela aliance s většinou států na Peloponéském poloostrově, což vedlo ke vzniku peloponéského spolku. Ten zůstával takřka dalších dvě stě let nástrojem dominance Sparty. Argos, kdysi nejmocnější stát na poloostrově, utrpěl ze strany Sparty řadu porážek, jež koncem 6. století př. n. l. završil spartský král Kleomenés I. V této době disponovala Sparta nejlepší armádou ve starověkém Řecku a byla po právu uznávána za vůdčí řecký stát, neboť svojí mocí předčila všechny ostatní obce (poleis).

### Moc Řecka

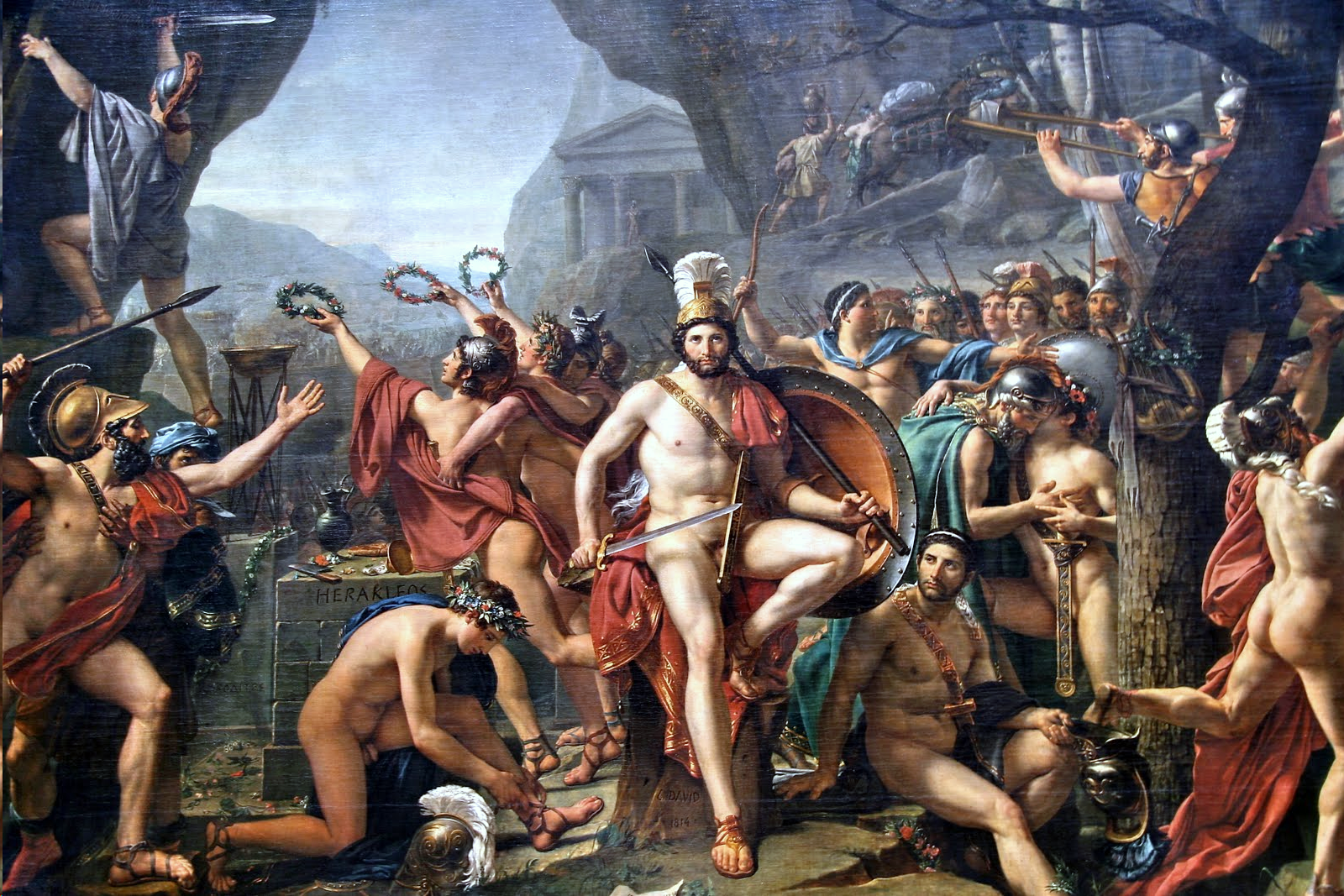
Jacques-Louis David: Leónidás u Thermopyl

Během řecko-perských válek stála Sparta v čele aliance řeckých států čelících perské invazi a sehrála ústřední roli v mnoha střetnutích. Sparťané neútočili, nýbrž se jen bránili, což jim často vyneslo výhru. Věhlas Sparty zvýšila v roce 480 př. n. l. legendární porážka tří set jejích vojáků vedených králem Leónidem I., kteří padli hrdinskou smrtí v bitvě u Thermopyl, což byl jejich úmysl. Měli zdržet vojáky, kteří na ně útočili, aby mohl zbytek Sparťanů ostatní zabít. Těchto 300 vojáků šlo vlastně rovnou na smrt. Sparťanům náležel rovněž významný podíl na rozhodující bitvě u Platají, v níž spojené řecké vojsko pod velením Pausania zdolalo Peršany. Po vypuzení barbarů z Řecka však Sparta upustila od dalšího vedení válečných operací, čímž přenechala iniciativu Athénám. Ty díky své námořní síle záhy vyrostly ve vážného konkurenta Sparty.

### Hegemonie Sparty

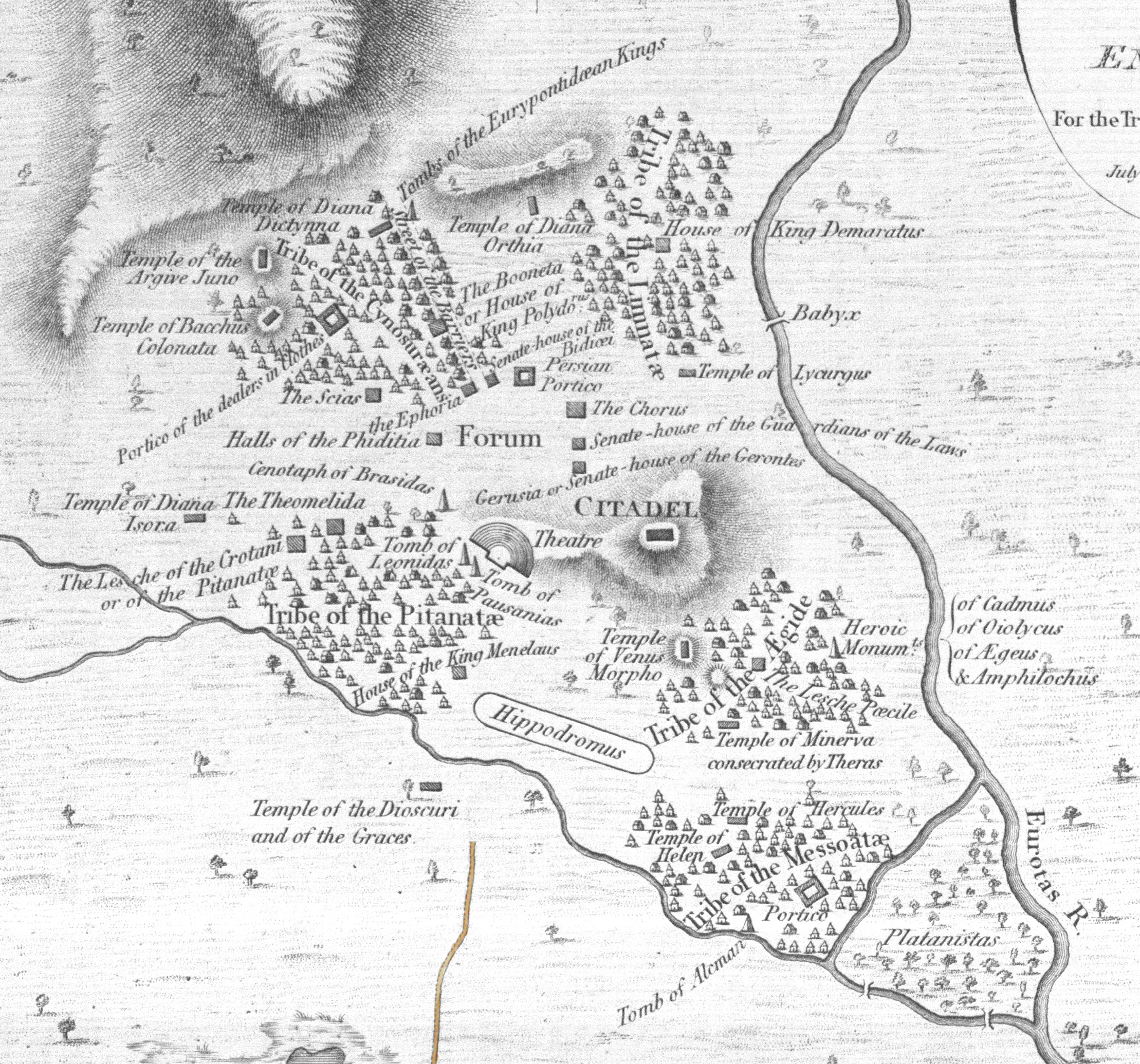
Starověké město Sparta (mapa vychází ze starověkých zdrojů, nikoli z archeologie)

Ničivé zemětřesení, které v roce 464 př. n. l. postihlo Lakónii, vedlo k obnovení povstání messénských heilótů. Následné spartské odmítnutí athénské vojenské pomoci dále prohloubilo vzájemnou nedůvěru, jež se pozvolna změnila v nezastřené nepřátelství. Rivalita mezi oběma státy vyústila v roce 431 př. n. l. v peloponéskou válku, která zasáhla celý tehdejší řecký svět. Na jejím počátku měla Sparta převahu na zemi, zatímco Athény a jejich spojenci ovládali moře. Po několika letech proměnlivého průběhu bojů bylo uzavřeno příměří, nedlouho nato se ale konflikt rozhořel s novou intenzitou. Definitivní zvrat přinesl spartský vojevůdce Lýsandros, jenž rozdrtil athénskou flotilu v bitvě u Aigospotamoi, načež v roce 404 př. n. l. Athéňané kapitulovali. Po vítězství peloponéského spolku se Sparta stala nesporným hegemonem Řecka, záhy se ovšem střetla s Peršany v Malé Asii. Proti Spartě se navíc spojili její úhlavní nepřátelé Athény a Argos s jejími dosavadními spojenci Thébami a Korintem. Přesto v roce 386 př. n. l. byla v královském míru uznána trvající převaha Sparty. V roce 371 př. n. l. ale thébský vojevůdce Epameinóndás zvítězil nad dosud nepřemožitelnými Sparťany v bitvě u Leukter.

### Úpadek

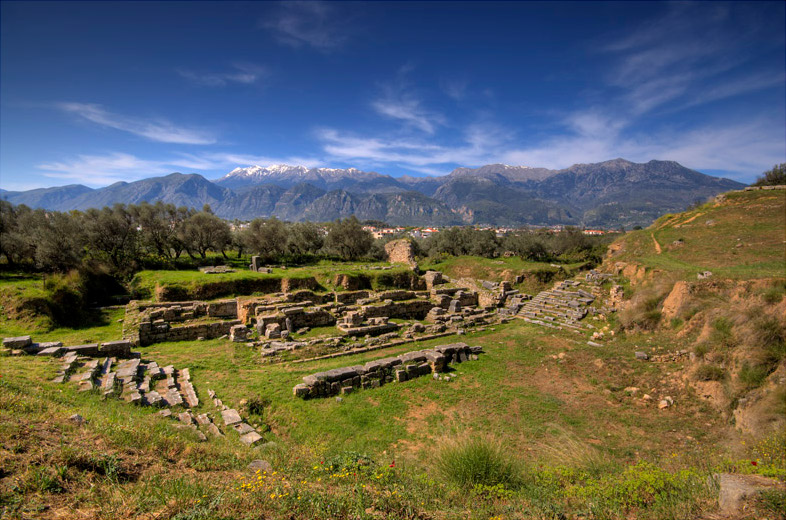
Pozůstatky divadla

Porážka Sparťanů u Leukter byla první přesvědčivou porážkou Sparty v otevřeném poli a vedla nejen ke ztrátě Messénie a zániku peloponéského spolku, nýbrž znamenala také počátek úpadku tohoto vojenského státu.
V době nástupu Alexandra Velikého na makedonský trůn představovala Sparta již jen stín své někdejší slávy. V období helénismu se Sparťané ještě několikrát pokusili obnovit svůj dřívější vliv na Peloponésu, jejich snahy byly však pokaždé odsouzeny k nezdaru. Definitivní rozklad spartského státu nastal na konci 3. století př. n. l. poté, co král Kleomenés III. podlehl spojeným silám Makedoňanů a Achajů v bitvě u Sellasie. Sparta byla později přinucena ke vstupu do achajského spolku. V době punských válek mezi Římem a Kartágem byla Sparta spojencem Římanů, nakonec od nich utrpěla porážku v lakónské válce (proti králi Nabisovi) a stala se součástí římské provincie Achaia. 

### Sparta v římská provincii Achaia
I poté Sparťané pokračovali ve svém starodávném způsobu života, pročež bylo jejich město vyhledávaným turistickým cílem římských elit, jejichž příslušníci zde pozorovali pro cizince neobvyklé spartské zvyky. Římané vzhlíželi ke Spartě s obdivem a současně s jistou dávkou nostalgie, neboť dny největší slávy hegemona Řecka měla Sparta už dávno za sebou a úpadek ji zanechal ve stavu čistě zemědělského regionu.

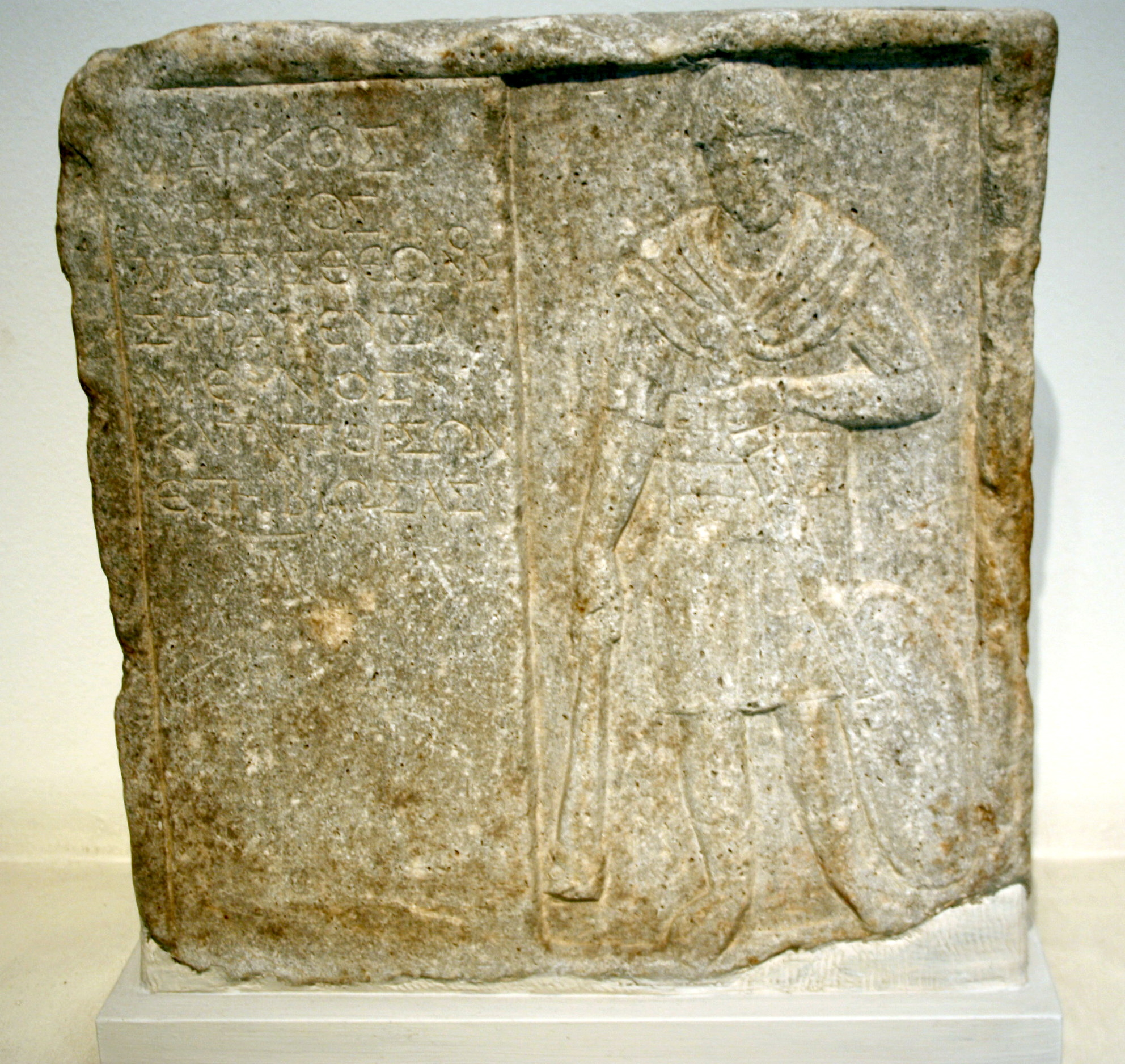
„Sparťanský“ legionář, reliéf na pohřební stéle

Roku 214 n. l. císař Caracalla naverboval muže z Lakónie a Sparty do války proti parthské říši. Z těchto Řeků vytvořil kohortu „sparťanů“, která měla bojovat v tradičním způsobu boje proti těžkým parthským jezdcům. Dochované římské reliéfy však tyto vojáky zobrazují v typické zbroji legionářů, ovšem vyzbrojené těžkými kyji, které měly zřejmě být využity k usmrcení obrněného jezdce. Obdobné zbraně nasazovali Římané proti jízdě katafraktů a clibanariů i mnohem později. Caracalla také oživil „makedonskou“ falangu. Není známo, zda tito tzv. „sparťané“ hráli nějakou významnou roli v římském tažení, či snad byli jen pro efekt využívání pro vojenské přehlídky a odkazovat na legendu o potomcích Hérakla. Případně mohl Caracalla jimi symbolicky demonstrovat, že kráčí ve šlépějích Alexandra i Leónidáse, kteří porazili Persii.
V průběhu pozdní antiky vyplenil Spartu nejprve v roce 396 vizigótský náčelník Alarich I. a na konci 6. století vpadli do Lakónie Slované, kteří přiměli zdejší obyvatelstvo k úprku a v oblasti se usídlili natrvalo. Ve středověku byla Sparta po založení nedalekého byzantského města Mystra úplně opuštěna. Obnova města nastala teprve v roce 1834, kdy řecký král Otto I. založil novodobou Spartu, která se rozkládá v jižní části starověkého sídla.

## Společenské uspořádání Sparty

### Lykúrgovy reformy

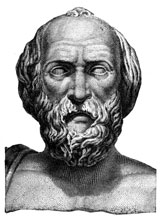
Lykúrgos

Klasická Sparta se vyznačovala výjimečnou rovností svých občanů, nicméně ještě na počátku 7. století př. n. l. byla její sociální struktura značně diferencovaná, neboť se zde vyskytovaly velké rozdíly mezi aristokratickými vlastníky velkých pozemků a mnoha drobnými rolníky. Obzvláště druzí jmenovaní trpěli válečnými nezdary během druhé messénské války. Jejich polnosti byly pustošeny nepřáteli, současně museli sloužit při každoročních válečných výpravách, což mělo za následek jejich zadlužení a chudobu. V důsledku toho propukly ve Spartě sociální nepokoje, jejichž cílem bylo dosažení spravedlivého přerozdělení pozemkového vlastnictví, prosazovaného rovněž prozíravější částí aristokratů.
Tvůrcem spartské ústavy byl polomytický Lykúrgos, jehož Sparťané pokládali za největší postavu svých dějin. Jelikož ohledně Lykúrgova života panují četné nejasnosti a záhady, moderní historikové nejsou zcela jednotní v názoru, zda skutečně existoval. Taktéž antické prameny poskytují o tomto spartském zákonodárci velice mlhavé a nepřesné informace. Podle převažujícího mínění žil na počátku 7. století př. n. l., čemuž by nasvědčovala i skutečnost, že podnětem k vytvoření spartské ústavy byla krize za druhé messénské války. Plútarchos však klade Lykúrgův život a reformy do doby o takřka sto let dříve. Lykúrgovým cílem byla politická a sociální reorganizace spartské společnosti, kterou chtěl zbavit veškeré neřestnosti, nádherymilovnosti a sociální nespravedlnosti. Plútarchos i Hérodotos připomínají, že Lykúrgos procestoval kromě řady jiných zemí také Krétu, přičemž společenské zřízení zdejších dórských obcí posléze přenesl do Sparty. Krétského původu tak bylo oddělení stavu řemeslníků a rolníků od vojáků, instituce gerúsia a apella a zásada společného stravování (syssítia). Své reformy vydával Lykúrgos za božská nařízení, neboť údajně pocházely od delfského orákula. Pýthií vyřčené věštby, nazývané rhétry, se tak možná staly první ústavou v dějinách lidstva, třebaže datace jejich vzniku je sporná.
První z rhéter kladla důraz na náboženství, dělila spartský stát v osady a kmeny a především zaváděla instituci gerúsia („rady starších“), jejíž členové měli spolu s oběma králi spravovat stát. Rozhodování o zákonech ovšem příslušelo všem občanům. Lykúrgovi rovněž náležela zásluha na rozdělení pozemkového vlastnictví, čímž byly odstraněny rozdíly mezi bohatými a chudými Sparťany. Veškerá půda v okolí Sparty byla přidělena 6000 občanům, později se jejich počet zvýšil na 9000. Podle Plútarcha obdrželi všichni stejně veliký díl (kléros). Lykúrgos dále zakázal užívání zlatých a stříbrných mincí, jež nahradil méně hodnotnou železnou měnou. Účinným způsobem tak brzy vymýtil veškerý přepych a rozmařilost. Kromě jiných reforem je třeba zmínit jeho zákaz písemných zákonů.

### Sociální struktura

#### Sparťané

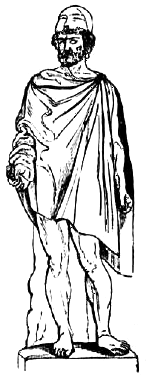
Sparťan v tradičním oděvu (1885)

Všichni svobodní obyvatelé Sparty se nazývali Lakedaimoňané, avšak plnoprávným občanstvím disponovali pouze spartiaté resp. Sparťané, přičemž každý z nich směl hlasovat na shromáždění apella. Nezbytnými podmínkami k nabytí občanství bylo vlastnictví jednoho z podílů půdy, podstoupení Lykúrgem ustavené vojenské výchovy (agoge) a dosažení věku třiceti let. Spartiaté mohli pozbýt svůj společenský status, pokud nebyli schopni ze svých polností získat prostředky k zajištění společných hostin. Pokud se tak stalo, ztratili Sparťané svoje politická práva. Stejným následkem bylo stiženo rovněž projevení zbabělosti v boji.
Sparťané žili z výnosů svých pozemků, jež pro ně obdělávali heilóti. Sami trávili všechen svůj čas výcvikem a přípravou na válku, neboť provozování řemesel či zemědělství jim bylo zapovězeno. Ze svých příjmů odváděli daně pouze za časů války, zároveň si z nich ale museli opatřovat vojenskou výzbroj. Nejvyššího respektu požívaly mezi Sparťany aristokratické rody, které odvozovaly svůj původ od Hérakla a jiných héroů homérských eposů. Počet spartiatů nebyl nijak vysoký a v průběhu staletí neustále klesal, což lze do značné míry přičíst ztrátám utrpěným v četných válkách. Starověcí historikové udávají, že v době řecko-perských válek příslušelo ke spartiatům asi 8000 lidí. Zhruba v polovině 3. století př. n. l. jich však zbývalo jen asi 700.

#### Perioikové
Svobodní obyvatelé lakónského zázemí Sparty byli označováni jako perioikové. Jejich počet činil v 5. století př. n. l. přibližně 60 000 osob. Jelikož postrádali politická práva, směli se účastnit válečných tažení pouze jako námořníci. Teprve v pozdějších dobách mohli sloužit ve vojsku po boku spartiatů. Původ této společenské vrstvy není znám. Podle některých názorů se jednalo o část někdejšího achajského obyvatelstva, podle jiných byli perioikové dórského původu, na rozdíl od spartiatů ale žili mimo Spartu. Protože se zabývali zemědělstvím, nezbýval jim čas k účasti na lidovém shromáždění a tudíž přišli o možnost podílet se na chodu obce. Vedle zemědělství se perioikové věnovali rovněž řemeslu a vynikali i v námořním obchodě. Do celého Řecka byly vyváženy jimi vyráběné řemeslné produkty včetně výtečných zbraní a pohárů. Obzvláštní proslulosti mezi ostatními Řeky se těšila spartská keramika s působivými mytickými výjevy a scénami z každodenního života, která v 6. století př. n. l. nacházela kupce v celém Středomoří. Sparťané nijak nezakročovali vůči perioikům a ti tak neměli důvod jakkoli se proti nim bouřit. Vládnoucí vrstva naopak těžila z jejich řemeslné zručnosti, pročež perioikové v podstatě zabezpečovali ekonomické fungování spartského státu.

#### Heilóti
Heilóti byli příslušníci podrobeného domorodého obyvatelstva, kteří ztratili osobní svobodu, tudíž jim náleželo podřadné postavení státem vlastněných otroků. Oproti klasickým otrokům však heilóti směli zakládat rodiny a vytvářet vlastní osady. Obvykle působili jako rolníci na přidělených pozemcích spartiatů, přičemž stanovenou část výnosu museli vydat svému pánovi. Žádný z heilótů nemohl být osvobozen, často však doprovázeli spartiaty během vojenských tažení jako lehkooděnci a rovněž zaopatřovali zásobování vojska.
Odhaduje se, že v 5. století př. n. l. žilo v Lakedaimónu kolem 200 000 heilótů včetně žen a dětí. Mezi spartskými heilóty ale existovaly určité rozdíly, neboť zatímco rolníci v Lakónii se těšili relativně bezpečnějšímu zacházení ze strany svých pánů, messénští heilóti, porobení Sparťany až v 7. století př. n. l., žili v mimořádně těžkých podmínkách. Mezi nimi proto častěji docházelo ke vzpourám, v čemž lze spatřovat jednu z hlavních příčin militarizace spartské společnosti. Z důvodu prevence nebezpečných povstání vyhlašovali každoročně volení eforové na počátku svého funkčního období válku heilótům, kteří v ní mohli být spartiaty beztrestně zabíjeni. Kvůli zdokonalení vojenského výcviku byli navíc nejzdatnější mladí Sparťané vysíláni na území heilótů, kde si jen s nožem a nepatrnými zásobami potravin zabezpečovali přežití převážně nočním přepadáváním heilótů. Tento krutý zvyk se nazýval krypteia.

### Vojenský život

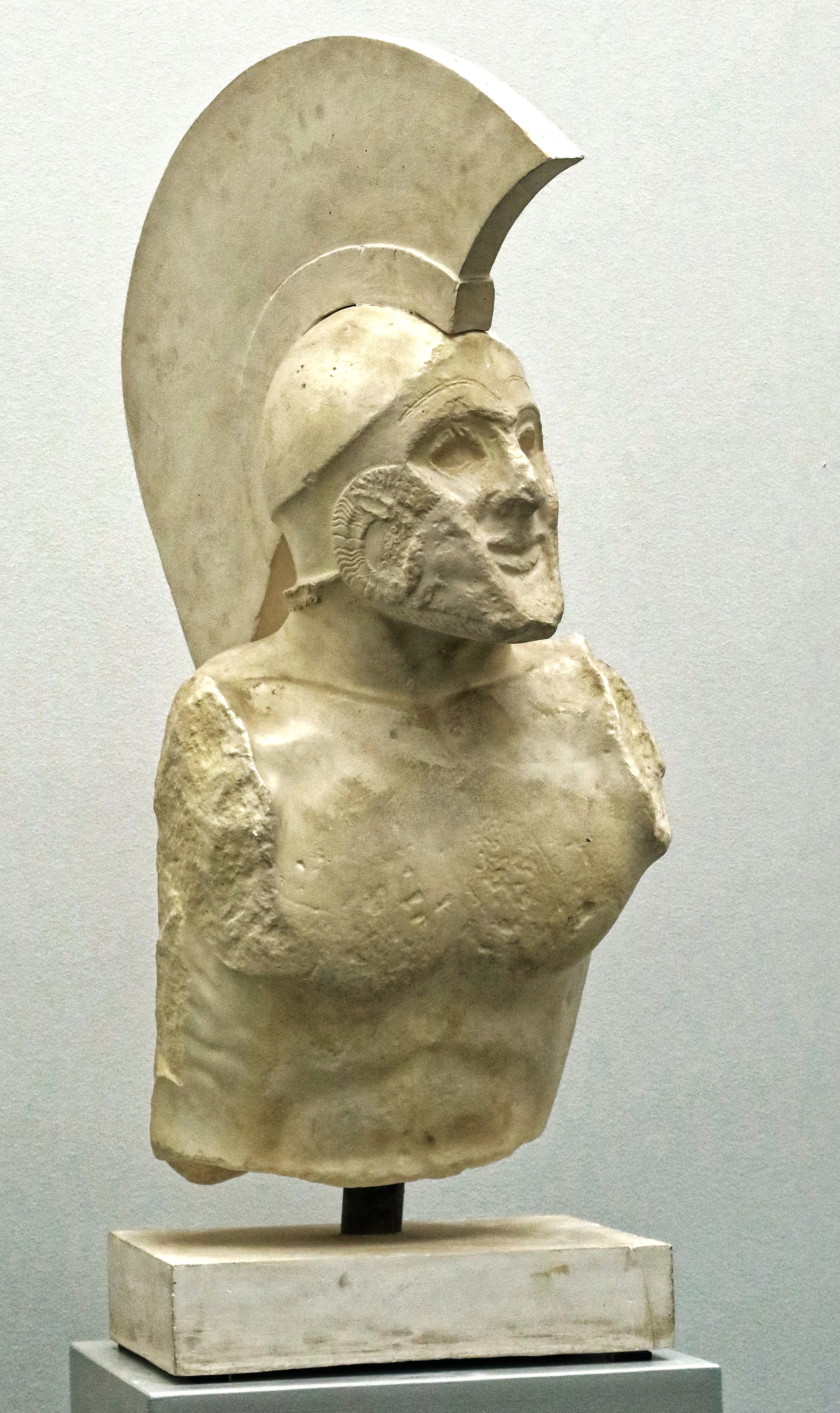
Busta spartského hoplíty, snad Leónidáse

Sparta představovala v historii jedinečný militaristický stát, v němž byl každý jedinec už od svého útlého věku podrobován příslovečně přísné spartské vojenské výchově. Jejím cílem bylo zajistit obci poslušného, ukázněného, strasti snášejícího a především bezpodmínečně loajálního válečníka. Tento proces fakticky začínal již krátce po narození dítěte, jež jeho otec odnášel ke starším kmene, kteří posuzovali, zda je nemluvně dostatečně silné a dobře rostlé. Ještě před touto zkouškou vykoupala matka novorozence ve víně, neboť kontakt s ním nemocné dítě špatně snášelo. Jestliže se dítě ukázalo být dostatečně schopným, byl mu přidělen jeden z devíti tisíc přídělů půdy. Pokud starší shledali dítě příliš slabým nebo jinak nedokonalým, odmítli je, načež je vrhali z Apothet, jakési propasti v pohoří Taygétos. Platil však všeobecný zvyk, že odmítnuté děti směly být přijaty a vychovány heilóty.[zdroj?] Tímto způsobem Sparťané dbali o zachování vysokých fyzických předpokladů ve své populaci. Současně se tím dávalo najevo, že rozhodování o životě spartského občana spadá od jeho nejranějších dnů zcela v moc státu.

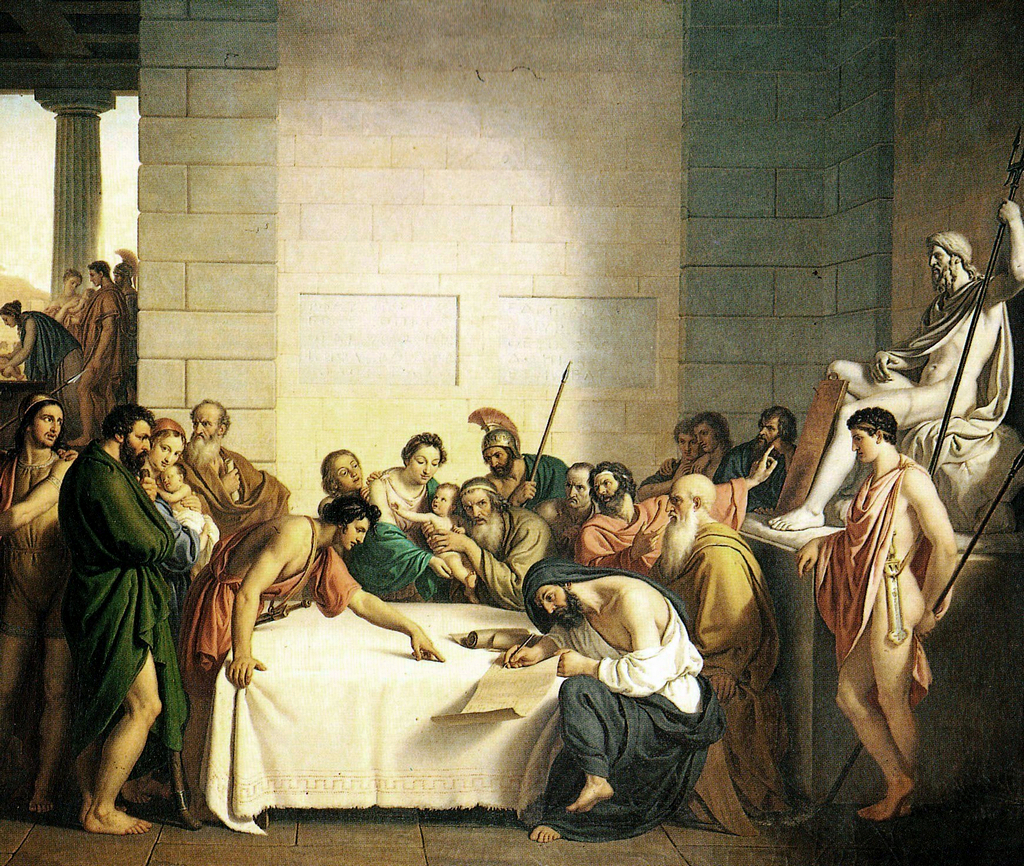
Giuseppe Diotti: Selekce spartských dětí (1840)

Chlapci byli ponecháváni ve svých rodinách do věku sedmi let, kdy z nich byli odvedeni, načež započala jejich společná vojenská výchova (agoge), při níž trávili až do třicátého roku života všechen čas spolu. Jak poznamenává Plútarchos:
„Výchova se vztahovala na muže až do dospělého věku. Nikomu totiž nebylo dovoleno žít, jak by sám chtěl, nýbrž měli právě tak jako ve vojenském táboře i způsob života vymezený k službě obce, i zaměstnání stanovené obecnými potřebami, poněvadž se domnívali, že nepatří sami sobě, nýbrž vlasti...“
Mladí Sparťané byli rozděleni do družin, v nichž se za dohledu starších cvičili ve válečných disciplínách, jež je učily fyzické odolnosti, kázni, vytrvalosti a podřízenosti veliteli a řádům. Náplní jejich činnosti byl trénink, lov a tanec, dále rozvíjeli svoje duševní schopnosti a učili se kontrolovat emoce. Cvičení prováděli chlapci obvykle nazí, bosí a špinaví bez ohledu na stávající roční období. Přitom byli nuceni vystačit se skromným množstvím potravy a byli nabádáni, aby si jídlo opatřovali krádežemi. Jestliže však při nich byli chyceni, byli trestáni bitím, případně jim byla odpírána strava. Stejné tresty následovaly i při jakémkoli porušení disciplíny.

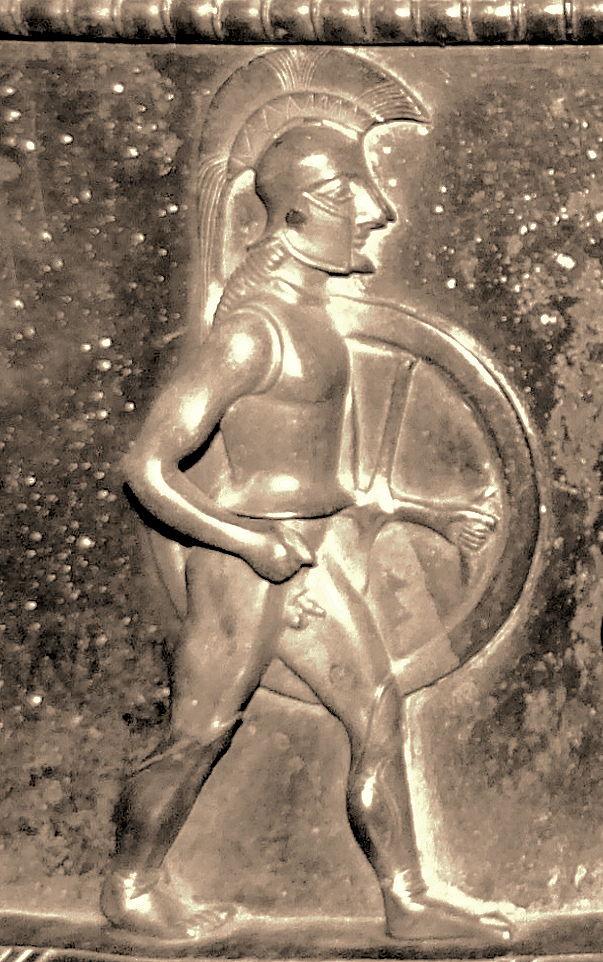
Spartský hoplít

Mladíci byli vzděláváni rovněž v typickém spartském způsobu projevu, který musel být stručný a výstižný, z čehož je odvozen pojem „lakonická“ mluva. Společný život mladých Sparťanů a jejich vazby ke starším instruktorům přirozeně vedly ke vzniku homosexuálních vztahů, společností i náboženstvím tolerovaných a podporovaných, jelikož utužovaly vzájemnou soudržnost mezi budoucími spolubojovníky. V pozdějším věku se část mladíků podílela na výchově svých mladších druhů, zatímco zbytek měl osvědčit své schopnosti a dovednosti v krypteiích, při nichž přepadávali a zabíjeli heilóty. Zhruba ve dvaceti letech byli mladí muži rozděleni do patnáctičlenných skupin, v nichž od tohoto okamžiku zasedali ke společným obědům (syssítia). Zároveň s tím započala jejich služba ve spartském vojsku a bylo jim dovoleno uzavírat manželství, ačkoli se svými rodinami nemohli žít dříve než po úplném završení agoge.
Výcvik končil ve třiceti letech, po jejichž dosažení se z mužů stávali plnoprávní občané, kteří však nepolevovali v tréninku, neboť museli být kdykoli připraveni podstoupit vojenské tažení. Spartští hoplíté tvořili tak ve svém celku jedinečnou válečnou zbraň, nejprofesionálnější soudobou armádu světa. Sami sebe nazývali homoioi („rovní“), čímž poukazovali na svůj společný způsob života, v němž žádný z válečníků nebyl nadřazen svému druhovi. Nejhorším přečinem, jakého se spartský voják mohl dopustit, bylo projevení zbabělosti tváří v tvář nepříteli. Příznačné proto bylo, že ženy vyprovázely své muže před odchodem do války se slovy: „se štítem, nebo na štítě“. Aby si tedy Sparťan zachoval svoji čest, mohl se vrátit do svého domova jen pokud zvítězil, anebo pokud padl. Jestliže se spartský hoplít navrátil do obce živý beze štítu, předpokládalo se, že jej odhodil ve snaze utéci před nepřítelem. Takovýto čin byl pokládán za nejvyšší potupu, přičemž trestem za ni byla smrt či vypovězení. Je zajímavé, že podobně tvrdě nebyl stíhán voják, který v boji ztratil svoji helmici, pancíř nebo náholenice, neboť tyto kusy výzbroje chránily pouze samotného vojáka, zatímco svým štítem kryl hoplít ve falanze i svého druha po levici. Štít tak symbolizoval osobní podřízenost vojáka svému oddílu a jeho odpovědnost vůči svým spolubojovníkům v šiku.
Vojenské povinnosti byli Sparťané zproštěni až po dosažení šedesáti let, přičemž tito nejstarší příslušníci obce požívali ve společnosti všeobecné úcty a vážnosti. Výrazem toho je skutečnost, že z řad těchto mužů byli vybíráni geronti, doživotní členové rady starších.

### Role žen

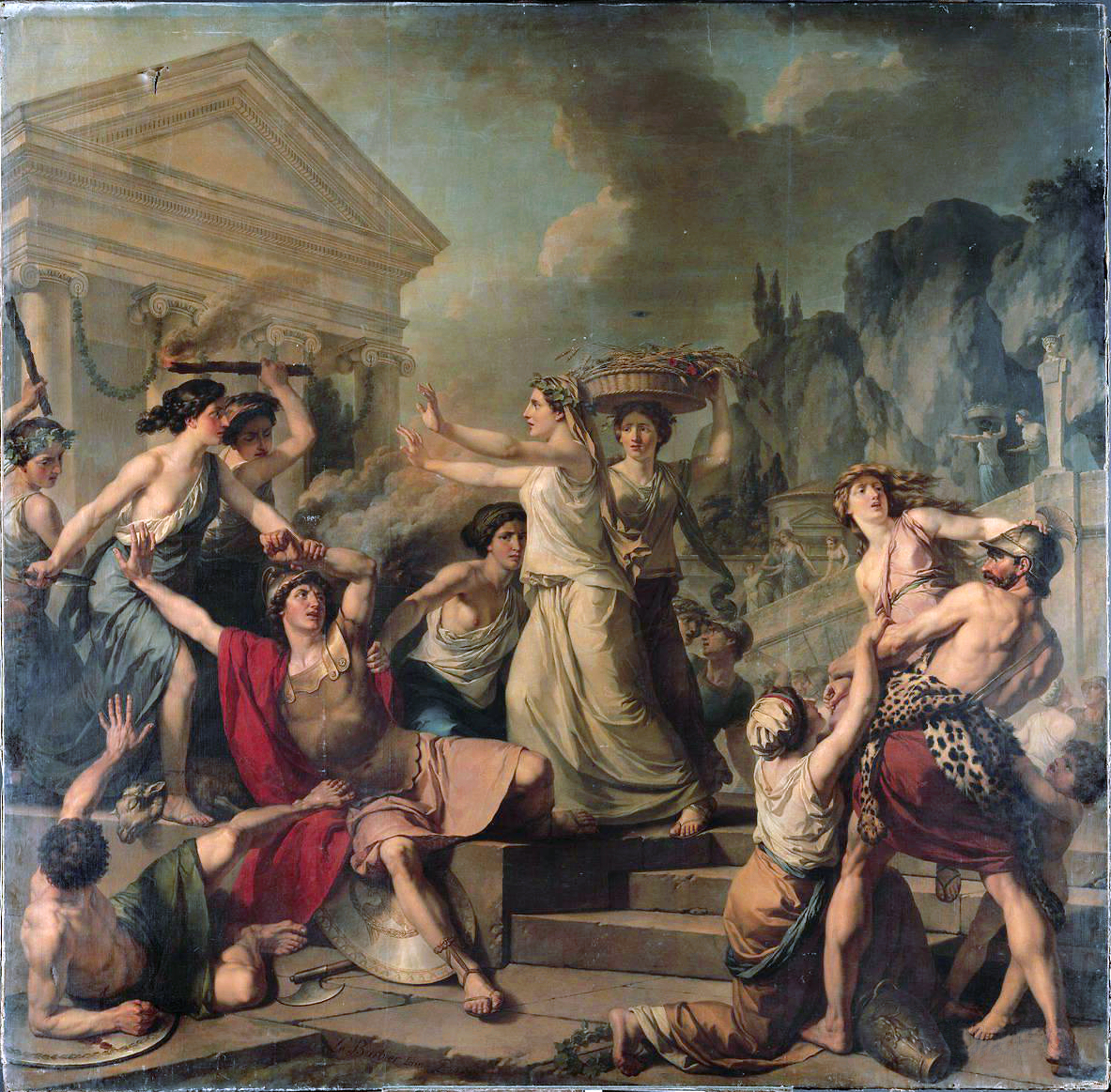
Jacques Barbier: Odvaha spartských žen (18. století)

Spartské ženy se těšily výjimečnému postavení, vlivu a respektu, které byly naprosto nesrovnatelné s podmínkami žen v jakékoli jiné starověké společnosti. Směly vlastnit soukromý majetek a rovněž nakládat s vlastnictvím svých mužských příbuzných během jejich častých válečných výprav. Odhaduje se, že ženy ve Spartě byly výlučnými majitelkami více než třetiny veškerého pozemkového bohatství. Právo nechat se rozvést náleželo jak spartským mužům, tak i jejich ženám. V případě, že se spartská žena stala dědičkou svého otce, protože neměla žádného žijícího bratra, nemusela se odloučit od svého stávajícího chotě, aby mohla pojmout za manžela svého nejbližšího mužského příbuzného, jako tomu bylo třeba v Athénách. Příznačné bylo sebevědomí spartských žen, jež dokládá proslulá odpověď Gorgóny, manželky krále Leónida. Ta na výtku jisté cizinky, že jenom Sparťanky vládnou mužům, odvětila: „Vždyť jenom my rodíme muže!“
Podobně jako muži podstupovaly i Sparťanky určitou formu výchovy, zaměřenou na fyzické cvičení a jiné obdobné činnosti sloužící k utužení těla a potlačení bolesti kvůli dobrému snášení porodu. Ženy se jen zřídkakdy provdávaly dříve než ve dvaceti letech. Na rozdíl od jiných řeckých žen, jež se odívaly velice zahaleně a málokdy byly vídány mimo svůj domov, Sparťanky nosily jen krátké šaty, přičemž nebyly nijak omezovány ve svém pohybu. Plútarchos dokonce zmiňuje, že v době určených festivalů směly spartské ženy zpívat a tančit na veřejnosti zcela nahé, čímž byli přihlížející muži vybízeni k jejich únosům. Tímto způsobem docházelo ve Spartě k uzavírání manželství. Trestání nevěry a cizoložství bylo prý ve spartské společnosti zcela neznámé. Plútarchos v této souvislosti dále připomíná, že muži sami pobízeli své ženy, aby s jinými muži plodily děti, jež pak přijímali za vlastní. Lykúrgos totiž nadřazoval prospěch obce tkvící v zajištění zdravého a početného potomstva nad osobní žárlivost jednotlivců. Někteří historikové však mají za to, že tento zvyk se týkal pouze starších mužů, kteří již nebyli schopni počít děti vlastní.

## Spartský politický systém
Spartské státní zřízení v sobě směšovalo rysy monarchie, oligarchie a demokracie, ovšem o jeho vývoji se zachovalo pouze malé množství informací. Příčinou toho byla patrně stabilita spartské ústavy, jež existovala od dob Lykúrga takřka beze změn. Zásadnějším důvodem byl však spíše nedostatek literárních pramenů a písemných zákonů, jejichž vypracovávání bylo podle tradičního pojetí Lykúrgem výslovně zakázáno.

### Králové
V čele státu stáli dva dědiční králové z dynastií Ágidovců a Eurypóntovců, které oplývaly stejnou mocí, třebaže rod Ágidovců požíval vyšší úcty vzhledem ke svému staršímu původu. Tato v Řecku zcela neobvyklá dualistická forma monarchie (diarchie) je vysvětlována různými teoriemi. Podle legendy měl král Aristodémos dva syny – dvojčata – kteří po jeho smrti panovali společně a toto rozdělení moci se poté ustálilo. Jistí současní historikové se domnívají, že takto sdílená vláda měla být překážkou absolutismu. Jiní tvrdí, že dvojvládí vzniklo v důsledku dohody mezi vůdci dvou kmenů, či že se jednalo o kompromis mezi dórskými dobyvateli a domorodým achajským obyvatelstvem.
Kompetence králů byly převážně náboženského, soudního a vojenského rázu. Králové působili jako nejvyšší kněží. V této funkci museli vykonávat stanovené obřady a komunikovali s orákulem v Delfách, jehož věštby měly vždy značný vliv na spartskou politiku. Jejich soudní pravomoc se omezovala na dědické a rodinné záležitosti. Nejširší mocí disponovali králové v oblasti vojenství, ovšem jejich výsady byly pozvolna omezovány, načež ztratili právo vyhlašovat války. Během tažení sloužili králové jako velitelé vojska, postupem doby k nim však byli přiděleni dva z eforů, na něž přešlo také určování zahraniční politiky. Králové se tudíž stávali stále více spíše reprezentativními postavami, zatímco reálná moc se přemístila do rukou eforů a členů gerúsia. Vážnost a vliv krále na vnitropolitické záležitosti závisely na jeho zdatnosti v boji. Velký pokles královské moci nastal v 5. století př. n. l., k čemuž přispěla slabost diarchů způsobená obvyklým vzájemným nesouladem a žárlivostí mezi panovníky. Nepříznivý dopad mělo rovněž časté střídání na trůně způsobené smrtí v boji nebo poměrně hojně se vyskytujícími podezřeními z úplatků, jejichž následkem bylo sesazení nebo vyhnanství krále.

## Gerúsia
Gerúsia byl název rady starších, sestávající z dvaceti osmi gerontů a obou králů. Existence tohoto orgánu byla výrazem autority, již mezi Sparťany požívali starší spoluobčané, jejichž rady byly společností vzhledem k jejich životním zkušenostem všeobecně respektovány. Původně byla gerúsia složena ze zástupců aristokratických rodů Lakónie a příbuzných králů. Později byli členové gerúsia vybíráni z mužů, kteří již dosáhli šedesáti let a byli tak zproštěni vojenské služby. Zastávání tohoto úřadu bylo doživotní. Stařešinové navíc požívali imunity, pročež nemohli být zbaveni svého úřadu, i když jim bylo prokázáno určité provinění. Gerúsia sloužila jako poradní orgán, jemuž náležela pravomoc navrhovat zákony lidovému shromáždění, které se většinou řídilo vůlí gerontů. Gerúsia směla také vetovat usnesení sněmu, čímž byla zajišťována převaha aristokracie vůči lidu. V soudnictví sloužila rada starších jako orgán rozhodující o trestných činech.

### Apella
Všichni muži nad třicet let se každoročně účastnili lidového shromáždění nazývaného apella. Ve starších dobách jednala apella jednou za rok, později docházelo ke schůzím sněmu zřejmě v každém měsíci. Na rozdíl od athénského shromáždění směli účastníci spartského shromáždění pouze schvalovat nebo zamítat zákony předložené radou starších. Postrádali tedy právo zákonodárné iniciativy. Apella se i přesto podílela na zásadních politických rozhodnutích, především o válce a míru. Sněm také vybíral krále, který velel v boji, a měl na starosti volbu členů gerúsia a eforů. U druhých jmenovaných si mohl vynutit i jejich odstoupení. Usnesení shromáždění byla většinou v souladu s vůlí stařešinů a králů, ledaže se tito pokoušeli rozšířit svoji moc na úkor shromáždění. Právo svolat sněm patřilo zpočátku králům a gerontům. Teprve v 6. století př. n. l. získali vedení lidového shromáždění do své kompetence eforové. Zda byl návrh přijat za zákon, se určovalo podle míry hlasitosti křiku Sparťanů.

### Eforové
Eforové („dohlížitelé“) tvořili pětičlenný orgán, vystupující jako protiváha králům a aristokraty ovládané gerúsii. Tento úřad byl vytvořen patrně na nátlak lidového shromáždění, přičemž se jednalo o pravděpodobně nejmladší ze všech spartských politických institucí. Eforové se postupně vypracovali v nejvlivnější úředníky, kteří fakticky vládli Spartě, jelikož mohli vetovat všechna rozhodnutí, jež vzešla z gerúsia nebo ze shromáždění. Voleni byli na dobu jednoho roku lidovým shromážděním, které svolávali a řídili jeho jednání.
V oblasti soudnictví rozhodovali v civilních sporech a příslušela jim role obžaloby při stíhání zločinů. Eforové dále vykonávali všeobecný dohled nad mravy a po svém zvolení vyhlašovali války heilótům. Sehrávali taktéž významnou roli v zahraniční politice, neboť vedli jednání se zahraničními delegacemi. Dva z nich provázeli a kontrolovali krále během válečné výpravy, po jejímž skončení mohli případně přesvědčit své ostatní kolegy, aby proti němu vznesli žalobu. Jsou dokonce známy případy, v nichž eforové rozhodli o sesazení králů či o jejich vyhnanství. Po skončení ročního funkčního období se již nemohli ucházet o znovuzvolení, navíc mohli být voláni k zodpovědnosti za případné přečiny z doby zastávání úřadu.

## Vojenství

### Organizace

Pomník krále Leónida I. v Řecku

Hlavní pramen informací o spartské armádě představuje dílo Lakedaimonské zřízení, v němž Xenofón, známý obdivovatel Sparty, podrobně charakterizoval spartský stát a společnost na počátku 4. století př. n. l. Jádro lakedaimonského vojska tvořili Sparťané, kteří sloužili jako hoplíté a jejichž jedinou celoživotní činností byla stálá příprava na válku. Vedle těchto profesionálních těžkooděnců se tažení účastnily rovněž pomocné oddíly perioiků a heilótů, jejichž počet postupem času stále vzrůstal, čímž byl vyvažován pozvolný pokles spartských lidských zdrojů.
O nejranější organizaci spartských branných sil neexistuje mnoho spolehlivých údajů. Nejstarší vojenské a společenské uspořádání zřejmě vycházelo z rozdělení spartského obyvatelstva do tří fýl (kmenů), které je známo z dob druhé messénské války. Jejich příslušníci se nazývali Pamfýlové (Pamphyloi), Hyllové (Hylleis) a Dymáni (Dymanes). Tento systém byl posléze nahrazen územním rozdělením do pěti vesnic (óbái), přičemž každá z nich dodávala vojsku jednu setninu (lochos) – oddíl o síle asi 1000 mužů. Toto členění bylo užíváno ještě za řecko-perských válek, jak lze vyvodit z Hérodotova popisu tohoto konfliktu. Změny, které nastaly v období mezi řecko-perskými válkami a peloponéskou válkou, nejsou nijak zachyceny. Nicméně z Thúkýdidova líčení víme, že v bitvě u Mantineie v roce 418 př. n. l. se spartské vojsko skládalo ze sedmi lochoi, jež dohromady zahrnovaly 3584 mužů. Koncem peloponéské války se složení spartské armády dále vyvíjelo jednak v důsledku stále menšího počtu dostupných lidských zdrojů, jednak potřebou zavést flexibilnější systém umožňující vysílat do ciziny menší oddíly. Podle Xenofónta byla základní spartskou jednotkou četa (enómotia) o síle 36 mužů. Čtyři čety tvořily lochos o síle 144 mužů. Ze čtyř lochoi pak vznikala mora, tehdy s 576 muži největší taktická jednotka spartské armády. Během vojenského tažení se spartská ozbrojená moc skládala z celkem šesti morai, k nimž byly připojeny pomocné síly perioiků a heilótů a kontingenty spojeneckých států.
Vojsku v bitvě veleli králové, kteří se ve starších dobách účastnili tažení společně, avšak od konce 6. století př. n. l. zůstával jeden vždy ve Spartě. Králové byli doprovázeni vybranou skupinou 300 mužů královské gardy nazývaných hippeis („jezdci“). Navzdory svému označení bojovali hippeis jako pěší hoplíté, neboť Sparťané neužívali vlastní jízdy až do konce peloponéské války, kdy byla každá mora doplněna o jednotku 60 jezdců. Hippeis představovali absolutní elitu spartské armády, v bitevní linii proto zaujímali čestné pravé křídlo. Příslušníci hippeis byli každoročně vybíráni zvláště určeným úředníkem z nejzkušenějších mužů, kteří již měli syny. Největší slávy dosáhli ti hippeis, jež vedl král Leónidás I. v bitvě u Thermopyl.

### Taktika

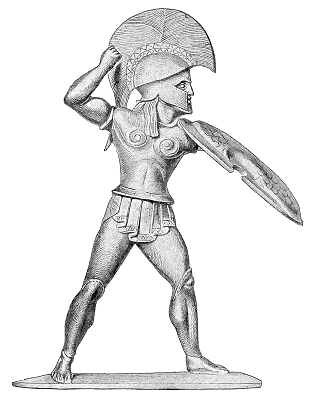
Hoplít v boji

Stejně jako armády ostatních řeckých států také spartská pěchota bojovala v semknuté falangové formaci. Samotní Sparťané nezavedli v řeckém válečnictví žádnou převratnou taktickou inovaci, ovšem neustálým výcvikem a vynikající ukázněností učinili svoji falangu mnohem soudržnější a efektivnější. Sparťané organizovali falangu klasickým způsobem v jedinou linii, jejíž standardní hloubka zástupu činila 8 až 12 řad. Pokud se účastnili boje jejich spojenci, obsazovali Sparťané pravé křídlo bojové sestavy. Jakmile v boji dosáhli na své straně vítězství, stáčeli svůj šik směrem doleva, čímž obraceli na útěk zbytek nepřátelské linie. V bitvách v průběhu peloponéské války nabývali na významu lehce odění peltasti, čemuž se přizpůsobovala i taktika válčících stran. Přesto v přímém střetnutí mezi nepřátelskými vojsky hrála nadále prim odolnost a pevnost klasické falangy. Nepřemožitelnost spartských hoplítů přetrvala až do bitvy u Leukter, v níž thébský vojevůdce Epameinóndás zvýšil hloubku části své linie, čímž svým spartským protivníkům přivodil ničivou porážku.
Podle Xenofónta svolávali vojsko k válečnému tažení eforové, přičemž před samotným zahájením výpravy musely být vykonány nezbytné náboženské obřady a oběti. Funkci předvoje a průzkumu vojska plnily oddíly jízdy a perioiků. Nezbytné zásoby potravin byly přepravovány společně s vojskem, kvůli čemuž byl každý Sparťan provázen jedním heilótem. Jednotlivé části spartské armády (morai) tábořily odděleně se svým vlastním trénem. Oběti byly prováděny králem a ostatními veliteli vždy na počátku dne a před vlastní bitvou.

### Výstroj a výzbroj

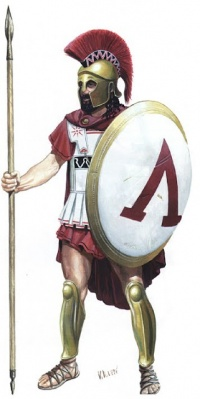
Moderní rekonstrukce spartského hoplíty

Spartští vojáci užívali běžné vojenské vybavení typické pro hoplíty. Jednou z mála věcí, jíž se ve svém vzezření lišili od ostatních Řeků, byl jejich karmínově červený chitón ,který byl nošen v časech míru. Sparťané také nosili dlouhé vlasy a vousy, jež byly starodávným archaickým znakem svobodných mužů a o něž před bitvou pečlivě dbali. Občané jiných řeckých států nošením dlouhých vlasů vyjadřovali svoje prospartské sympatie. Dalším výrazným spartským symbolem, přijatým v polovině 5. století př. n. l., bylo písmeno lambda (Λ), znamenající Lakónie nebo Lakedaimón, které si Sparťané malovali na své štíty.
V archaickém období si Sparťané chránili tělo bronzovým pancířem, štítem, náholenicemi a helmicí korintského typu. Ohledně spartské ochrany trupu během řecko-perských válek se vedou spory, jelikož není zcela zřejmé, zda Sparťané stále používali bronzové pancíře nebo zda přejali nějakou lehčí formu oděvu. V 5. století př. n. l. se válečnictví stalo pohyblivější a řidčeji než kdy dříve docházelo ke střetům falang, což Řeky vedlo k tomu, aby od používání pancířů upustili. Lakedaimoňané se tehdy odívali pouze do chitónu, který ponechával pravou paži a rameno volné k boji. Výzbroj Sparťanů tvořilo asi 2,5 metrů dlouhé kopí a krátký meč (xífos). V době reforem Kleomena III. bylo tradiční kopí nahrazeno delší sarísou podle makedonského vzoru.

## Náboženství

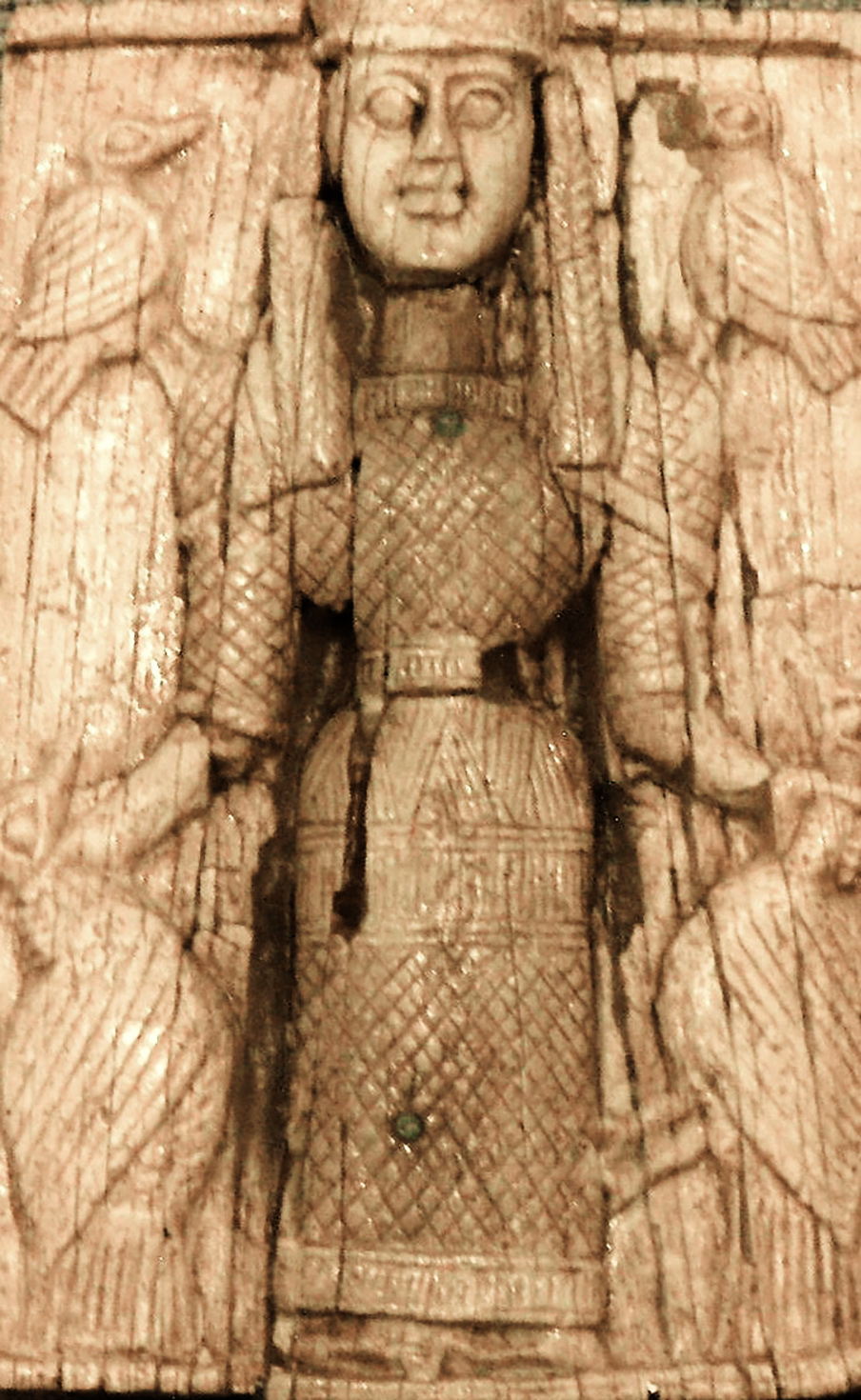
Slonovinový votivní dar znázorňující Artemidu Orthii, Národní archeologické muzeum v Athénách

Náboženství Sparťanů vycházelo z řecké mytologie. Lakónské kulty a způsoby uctívání božstev se proto nijak zvlášť neodlišovaly od těch, jež byly prováděny v jiných částech Řecka. Výjimečný byl pouze respekt projevovaný spartským králům považovaným za přímé potomky Hérakla. Králové sloužili jako kněží Dia, nejvyššího řeckého boha a Héraklova otce. Vedle Dia patřila mezi další významné božstvo Sparťanů Athéna „Kovová“, uctívaná v chrámu Chalkioikos jako „strážkyně obce“. Brána a stěny tohoto svatostánku byly z vnitřní i vnější strany ozdobeny velkými bronzovými pláty. Třetí nejposvátnější božstvo Sparty představovala Artemis přezdívaná Orthia. Ta byla obdařena tvůrčí a ničivou silou, neboť byla bohyní zrození a výchovy mládeže, zároveň však usmrcovala lidi a zvířata. Její bratr Apollón, bůh světla a hudby, ztělesňoval mladistvou jarost a sílu. Ochránci Sparty byli Dioskúrové, bratři Kastór a Polydeukés, reprezentující mravní čistotu Sparťanů. Kastor byl znázorňován jako krotitel koní a Polydeukés jako zápasník. Projevy božské úcty byly ve Spartě vyhrazeny také Meneláovi a Heleně. Dokladem toho je svatyně Menelaion zasvěcená tomuto královskému páru a Dioskúrům.
Nejvýznamnější spartské náboženské slavnosti byly spojeny s Artemidou Orthií a Apollónem. Na počest Orthie byly pořádány četné svátky a rituály, během nichž se Sparťané věnovali různým soutěžím, v nichž osvědčovali tělesnou zdatnost. Nejznámějším rituálem souvisejícím s Artemidiným uctíváním a vykonávaným v jejím chrámu bylo obřadné bičování jinochů, které leckdy končilo jejich smrtí. Tři nejdůležitější spartské svátky konané ve jménu Apollóna se nazývaly hyakinthia, gymnopaidia a karneia. Hyakinthia se odehrával každoročně na přelomu května a června a jeho námětem byla oslava smrti a života. Své jméno obdržel podle mladíka Hyakintha, milence Apollóna, jenž ho nešťastně zabil při hodu diskem. Při svátku gymnopaidia, pořádaném koncem července – v době největšího horka, se všichni mužští obyvatelé Sparty, rozdělení do tří věkových kategorií, utkávali v zápasech beze zbraně. Svátek karneia probíhal v srpnu a jeho konáním si Sparťané snažili zajistit Apollónovu přízeň v nadcházející sklizni. Během těchto slavností docházelo ve Spartě k přerušení veškerých činností souvisejících s veřejným životem a rovněž nesměla být vedena žádná válečná tažení.
Sparťané byli silně nábožensky založení lidé. Význam jejich víry v každodenním životě dosvědčuje veliké množství obětí, jež přinášeli bohům. Například před zahájením vojenské výpravy jeden z králů obětoval Diovi. Vojsko poté pochodovalo k hranicím Lakedaimónu, kde král provedl další oběť Diovi a Athéně. Jestliže znamení nebyla příznivá, velitelé obyčejně odmítali vydat rozkaz k zahájení pochodu či boje. Rituál pak musel být opakován. V průběhu tažení obětování pokračovalo každý den. Výtečný příklad bohabojnosti Sparťanů poskytuje Hérodotovo líčení bitvy u Platají.